# Umiat, Alasca
Umiat é uma área não incorporada no distrito de North Slope, Alasca, Estados Unidos. Ele está localizado às margens do rio Colville, 225 quilômetros a sudoeste da comunidade de Deadhorse, no Círculo Polar Ártico . A cidade não é acessível por estrada ou ferrovia, sendo apenas alcançada por via aérea ou fluvial.

## História
Em 1944, foram criadas na cidade instalações da Reserva Naval de Petróleo, que mais tarde se tornou uma base aérea, hoje fechada.
Em 1946, um reservatório de petróleo foi descoberto em Umiat sob uma dobra anticlinal e estima-se que ele contenha mais de 70 milhões de barris de petróleo, mas nunca foi explorado. :2
Em 2009, o governador do Alasca Sean Parnell orçou uma proposta de estrada para Umiat que se ramificaria a partir da rodovia Dalton.
Umiat tornou-se no verão um centro de pesquisas para o Departamento para Gestão de Terras dos Estados Unidos (BLM) e do Serviço Geológico dos Estados Unidos sobre mudanças climáticas. Os estudos também se aprofundam no o impacto que o desenvolvimento tem na tundra ártica. Como a reserva nacional de petróleo no Alasca é gerida pelo BLM, é realizada a observação de qual impacto as estradas de gelo e as plataformas de perfuração de gelo teriam na vida vegetal e animal da área.
Umiat não possui residentes permanentes, sendo um acampamento e ponto de abastecimento para aeronaves e helicópteros que operam na área. O acampamento é administrado por uma empresa local que presta serviços em campos petrolíferos. Sua tripulação consiste no verão de aproximadamente 10 pessoas que trabalham de duas semanas em duas semanas. A população na área pode variar entre 20 e 30 pessoas.
O acampamento é operante de meados de maio a meados de setembro, durante os meses de verão boreal. Visitantes têm acesso à internet, notícias e entretenimento via satélite.
As acomodações são unidades produzidas pela companhia  ATCO que ficam permanentemente instaladas; uma cozinha estilo cafeteria está dentre elas.

## Clima
Umiat possui um clima subártico (Köppen: Dfc), com invernos longos e intensamente frios e verões curtos com dias quentes e noites frescas (apesar do sol da meia-noite). Fevereiro é o mês mais frio, uma característica comum no distrito, e temperaturas médias podem permanecer abaixo de -18ºC até meados de abril. O frio intenso pode persistir até a primavera; em 5 de abril de 1995, a temperatura foi registrada a -45,6ºC. A precipitação é irregular e a neve ocorre em todos os meses, exceto julho. As temperaturas anuais são ainda mais frias do que a comunidade vizinha ao norte Utqiaġvik, em média. Umiat é a estação meteorológica com a temperatura média anual mais baixa nos Estados Unidos, excluindo estações meteorológicas na Antártida .

## Transporte
O Aeroporto de Umiat é um aeroporto público localizado em Umiat.